# Рубио, Марко
Ма́рко Анто́нио Ру́био (англ. Marco Antonio Rubio; род. 28 мая 1971, Майами, Флорида) — американский политический и государственный деятель, государственный секретарь США с 21 января 2025 года. В 2011—2025 годах был сенатором США от штата Флорида. Член Республиканской партии.
Рубио — американец кубинского происхождения, родившийся в Майами (Флорида). После работы в 1990-х годах в качестве городского комиссара Западного Майами он был избран представителем 111-го округа в Палате представителей Флориды в 2000 году. В 2007—2009 годах Рубио был спикером Палаты представителей Флориды. Покинув законодательный орган Флориды в 2008 году из-за ограничений по срокам полномочий, Рубио непродолжительное время преподавал во Флоридском международном университете.
В 2010 году Рубио был избран в Сенат США от штата Флорида. В апреле 2015 года он выдвинул свою кандидатуру на пост президента и выбыл из гонки 15 марта 2016 года после поражения кандидату Дональду Трампу на республиканских праймериз в родном штате. Несмотря на свою критику Трампа во время праймериз, Рубио поддержал его перед президентскими выборами 2016 года и в дальнейшем поддерживал его политику в качестве президента. Благодаря влиянию Рубио на политику США в отношении стран Латинской Америки во время первого срока Трампа, его называли «фактически государственным секретарём по Латинской Америке». Рубио считается одним из самых ярых противников Китая и Коммунистической партии, из-за чего китайское правительство дважды вводило против него санкции, включая запрет на въезд в Китай. После поражения сенатора-демократа Билла Нельсона на выборах во Флориде, Рубио стал старшим сенатором штата в 2019 году. Рубио успешно переизбирался на должность сенатора в 2016 и 2022 годах. В 2024 году вновь поддержал Трампа на выборах президента.
Председатель Комитета Сената по малому бизнесу (2019—2021). Представитель Движения чаепития. В 2012 году вошёл в Топ-100 самых влиятельных людей мира по версии журнала «Time».

## Ранние годы

Марко Рубио в 1989 году

Марко Антонио Рубио родился 28 мая 1971 года в Майами (штат Флорида). Он был третьим ребёнком в семье кубинских иммигрантов Марио Рубио и Ориалес Рубио (урождённой Гарсия). Его родители эмигрировали из Кубы в США в 1956 году во время режима Фульхенсио Батисты, за 2,5 года до победы Кубинской революции и прихода к власти Фиделя Кастро.
Дедушка Рубио по материнской линии, Педро Виктор Гарсия, легально иммигрировал в США в том же 1956 году, но вернулся обратно на Кубу в 1959 году в поисках работы. Когда в 1962 году Педро Гарсия вновь попытался вернуться в США без визы, он был задержан как нелегальный иммигрант, но вскоре получил правовой статус «условно-досрочно освобождённого», который позволил ему остаться в США. После принятия Закона об урегулировании статуса кубинских иммигрантов Гарсия повторно подал заявление на получение статуса постоянного резидента в 1966 году, который был одобрен. В детстве у Марко Рубио были близкие отношения с дедом.
Рубио окончил старшую школу Южного Майами в 1989 году. После года обучения в колледже Таркио (Миссури) по футбольной стипендии, он продолжил образование в общественном колледже Санта-Фе (Гейнсвилл, Флорида), а затем получил степень бакалавра политологии в Университете Флориды (1993) и доктора права с отличием в Университете Майами (1996).

## Политическая карьера
Во время обучения на юридическом факультете Рубио проходил стажировку у члена Палаты представителей Илеаны Рос-Лехтинен и работал над президентской кампанией сенатора-республиканца Боба Доула в 1996 году. В апреле 1998 Рубио был избран на должность городского комиссара Западного Майами. В начале 2000 года он стал членом Палаты представителей Флориды.

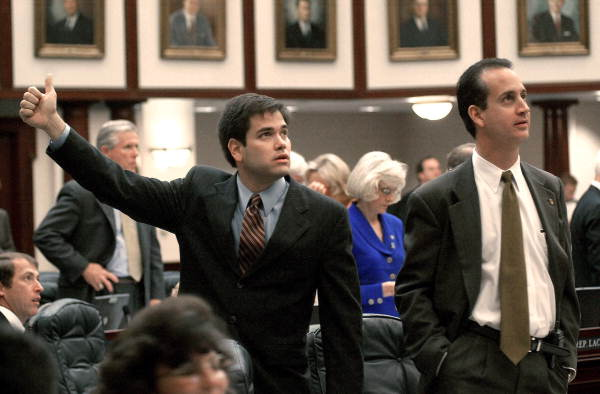
Рубио в Палате представителей Флориды, 2001 год

### Палата представителей Флориды (2000—2009)
В конце 1999 года были назначены специальные выборы для замещения вакантного места в 111-м избирательном округе Палаты представителей Флориды. Поскольку округ считался про-республиканским, основной задачей Рубио была победа на республиканских праймериз. В своей предвыборной кампании он придерживался умеренной платформы, выступая за снижение налогов и развитие дошкольного образования. На республиканских праймериз 14 декабря 1999 года Рубио занял второе место, но во втором туре обошёл Анхеля Зайона (популярного среди кубинских эмигрантов теле- и радиожурналиста) с минимальным перевесом в 64 голоса. На дополнительных выборах 25 января 2000 года он уверенно победил демократа Анастасию Гарсию, набрав 72 % голосов.
В январе 2000 года, когда Рубио начал работу в законодательном собрании Флориды, вступили в силу ограничения сроков полномочий, что создало возможности для новых лидеров, поскольку многие опытные законодатели были вынуждены покинуть свои посты. Рубио, благодаря раннему вступлению в должность после дополнительных выборов, смог воспользоваться ситуацией и быстро войти в руководство Республиканской партии. В 2000 году лидер большинства в Палате представителей Флориды Майк Фазано выдвинул Рубио на должность одного из партийных организаторов большинства («кнута большинства»). Рубио, в отличие от многих, предпочитал убеждать коллег, а не использовать давление на них. После отставки Фазано в сентябре 2001 года, Рубио, вопреки ожиданиям, не занял его место. Вместо этого Рубио было поручено руководить проектом по перераспределению избирательных округов Флориды, что позволило ему наладить тесные связи с руководством Республиканской партии.
В декабре 2002 года спикер Палаты представителей Флориды Джонни Берд назначил Рубио лидером республиканского большинства. Рубио убедил спикера реорганизовать работу лидера большинства, передав функции ведения законодательных споров организатору, а себе оставив роль главного представителя Республиканской партии в Палате представителей.

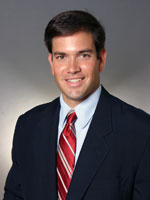
Официальный портрет Марко Рубио, 2007 год

Работая в Палате представителей Флориды, Рубио иногда отходил от консервативной линии, сотрудничая с демократами и поддерживая законопроекты, направленные на защиту фермеров и поддержку детей иммигрантов. После терактов 11 сентября он выразил обеспокоенность расширением полномочий полиции. В 2001—2002 годах Рубио запросил около 145 миллионов долларов на финансирование, в основном, социальных программ. Позже Tampa Bay Times и The Miami Herald сообщили о возможном конфликте интересов, связанном с запросом 20 миллионов долларов для больницы Jackson Memorial Hospital, где Рубио впоследствии работал в качестве консультанта. Представитель Рубио отверг эти обвинения, заявив, что финансирование было необходимо и принесло пользу всему региону.
Проведя почти девять лет в Палате представителей Флориды, где законодательные сессии длились всего шестьдесят дней в году, Рубио около половины каждого года посвящал юридической практике в Майами. Сначала он работал в фирме, специализирующейся на землепользовании и зонировании, а затем перешёл в Broad and Cassel — юридическую и лоббистскую фирму, где, однако, законы штата запрещали ему заниматься лоббированием или представлять интересы клиентов при внесении законопроектов.
Рубио четырежды избирался в Палату представителей Флориды. В 2000, 2002 и 2006 годах он был переизбран на безальтернативной основе, а в 2004 году одержал уверенную победу, набрав 66 % голосов.

#### Спикер Палаты представителей Флориды (2007—2009)

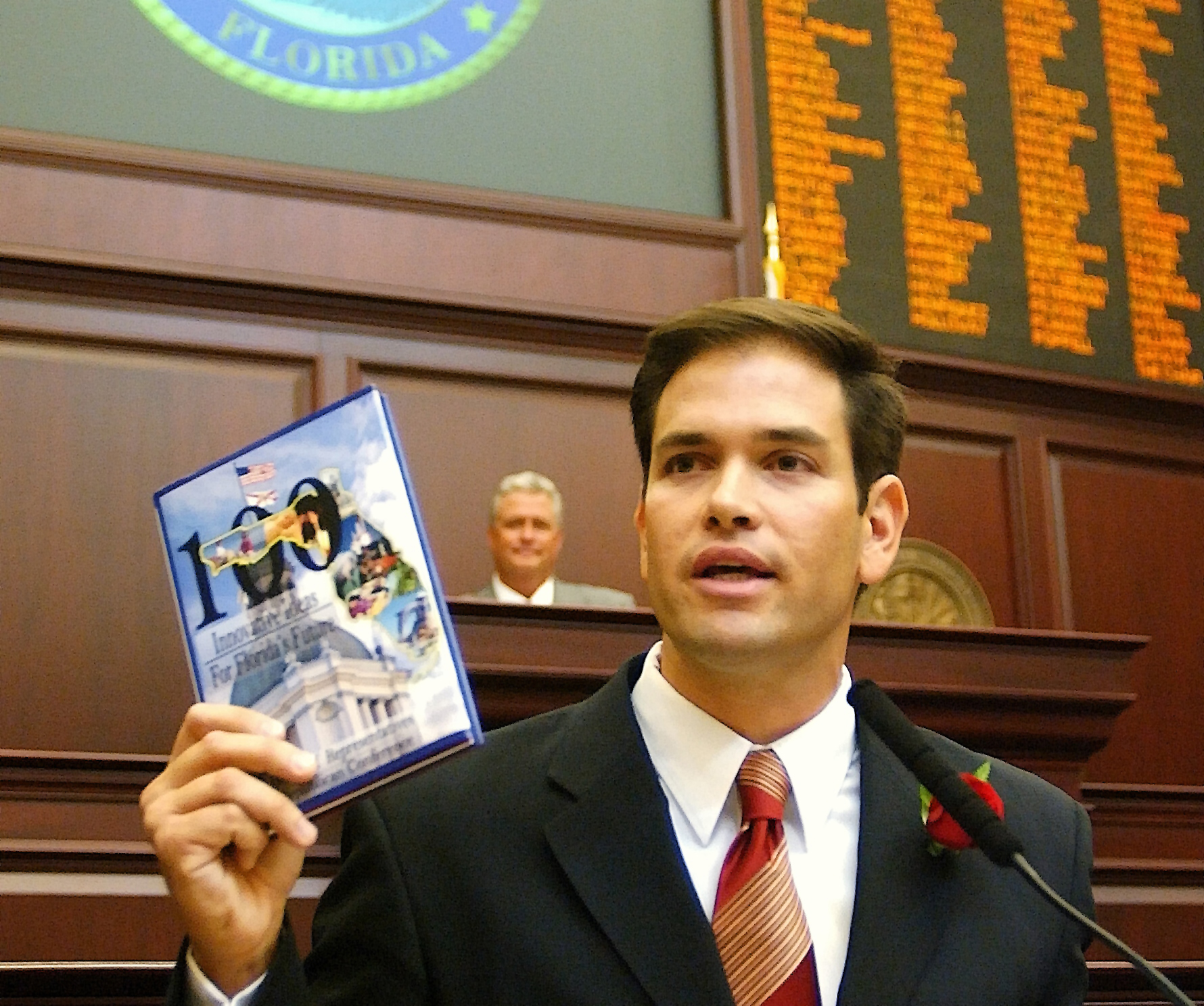
Рубио представляет законодателям Флориды книгу «100 инновационных идей для будущего Флориды», 13 сентября 2005

13 сентября 2005 года, в возрасте 34 лет, Рубио стал спикером Палаты представителей Флориды. Он вступил в должность в ноябре 2006 года, став первым американцем кубинского происхождения, занявшим этот пост, и оставался спикером до ноября 2008 года.
Став избранным спикером, Рубио обратился к членам Палаты представителей Флориды с предложением к своим коллегам создать книгу «100 инновационных идей для будущего Флориды», привлекая к этому простых жителей штата. В 2006 году, собрав идеи по всему штату, Рубио опубликовал книгу, названную газетой National Journal «центральным произведением его раннего ораторского искусства». Около 24 идей из книги впоследствии стали законами штата, ещё 10 были реализованы частично из-за экономического кризиса, который совпал с периодом спикерства Рубио.
После вступления Рубио в должность спикера, Джеб Буш покинул пост губернатора Флориды в январе 2007 года. Рубио нанял 18 сотрудников из администрации Буша, что вызвало разговоры о том, что его кабинет превратился в «офис губернатора в изгнании». В отличие от напористого стиля Буша, Рубио предпочитал делегировать полномочия и привлекать политических оппонентов к сотрудничеству. Кроме того, он открыл отдельную столовую для законодателей, чтобы обеспечить им больше уединения, хотя это решение вызвало критику из-за дополнительных расходов.

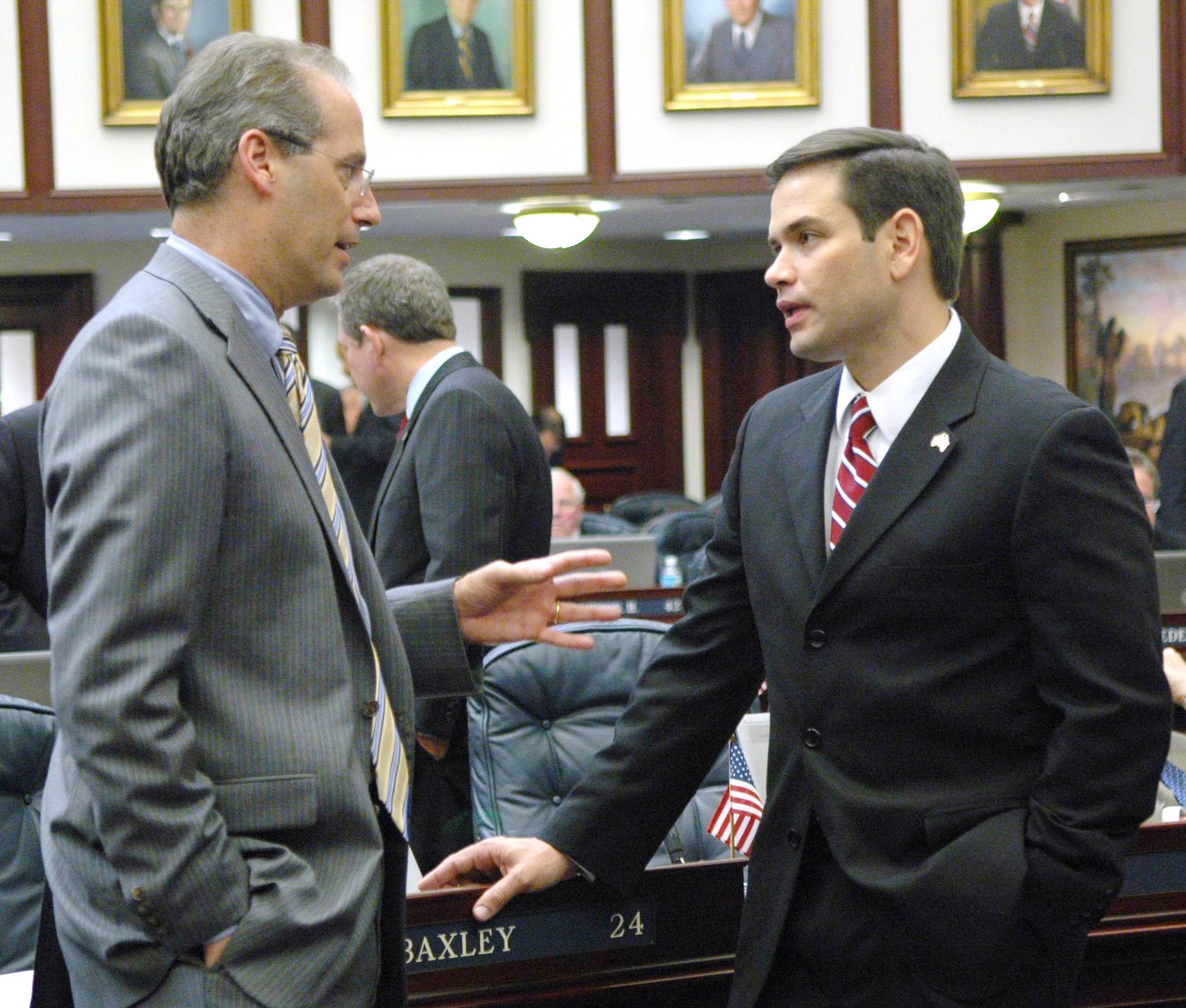
Спикер Рубио с лидером демократов Дэном Гелбером, 2007 год

Сменивший Буша умеренный республиканец Чарли Крист часто конфликтовал с Рубио. Наиболее острым стал конфликт из-за планов Криста расширить игорный бизнес во Флориде. Рубио обратился в суд, обвинив губернатора в заключении сделки с племенем семинолов в обход законодателей. Верховный суд поддержал Рубио, признав сделку незаконной. Рубио также критиковал стратегию губернатора Криста по борьбе с изменением климата, основанную на введении новых стандартов выбросов для автомобилей и коммунальных предприятий. Он назвал подход губернатора «большими правительственными мандатами в европейском стиле» и добился ослабления этой инициативы через подконтрольный ему законодательный орган. Рубио считал, что политика Криста навредит потребителям, увеличив счета за коммунальные услуги без существенной пользы для окружающей среды, и предлагал альтернативу в виде продвижения биотоплива, солнечных панелей и энергоэффективности.
Будучи спикером, Рубио инициировал масштабную налоговую реформу, предложив снизить налог на имущество до уровня 2001 года, компенсируя это повышением налога с продаж для финансирования образования. Это привело бы к снижению налога на имущество на 40—50 миллиардов долларов. Однако, столкнувшись с оппозицией со стороны губернатора Криста и Сената, Рубио согласился на компромисс — удвоение необлагаемого минимума по налогу на имущество, что привело к снижению налоговой нагрузки на 33 миллиарда долларов. Несмотря на это, законодатели назвали реформу крупнейшим снижением налогов в истории штата, а Рубио получил высокую оценку от антиналогового активиста Гровера Норквиста.

### Преподавание в университете
После ухода из Законодательного собрания Флориды в 2008 году Рубио начал преподавать в качестве приглашённого профессора в Международном университете Флориды. В 2011 году, после вступления в Сенат США, он вернулся на работу в университет, где преподавал на кафедре политики курсы бакалавриата по политике Флориды, политическим партиям и законодательной политике.
Назначение Рубио профессором Международного университета вызвало споры, поскольку университет получал значительное финансирование в период его спикерства, а многие другие должности были сокращены. В ответ Рубио согласился привлекать частное финансирование для своей профессорской деятельности.

### Сенат США (2011—2025)

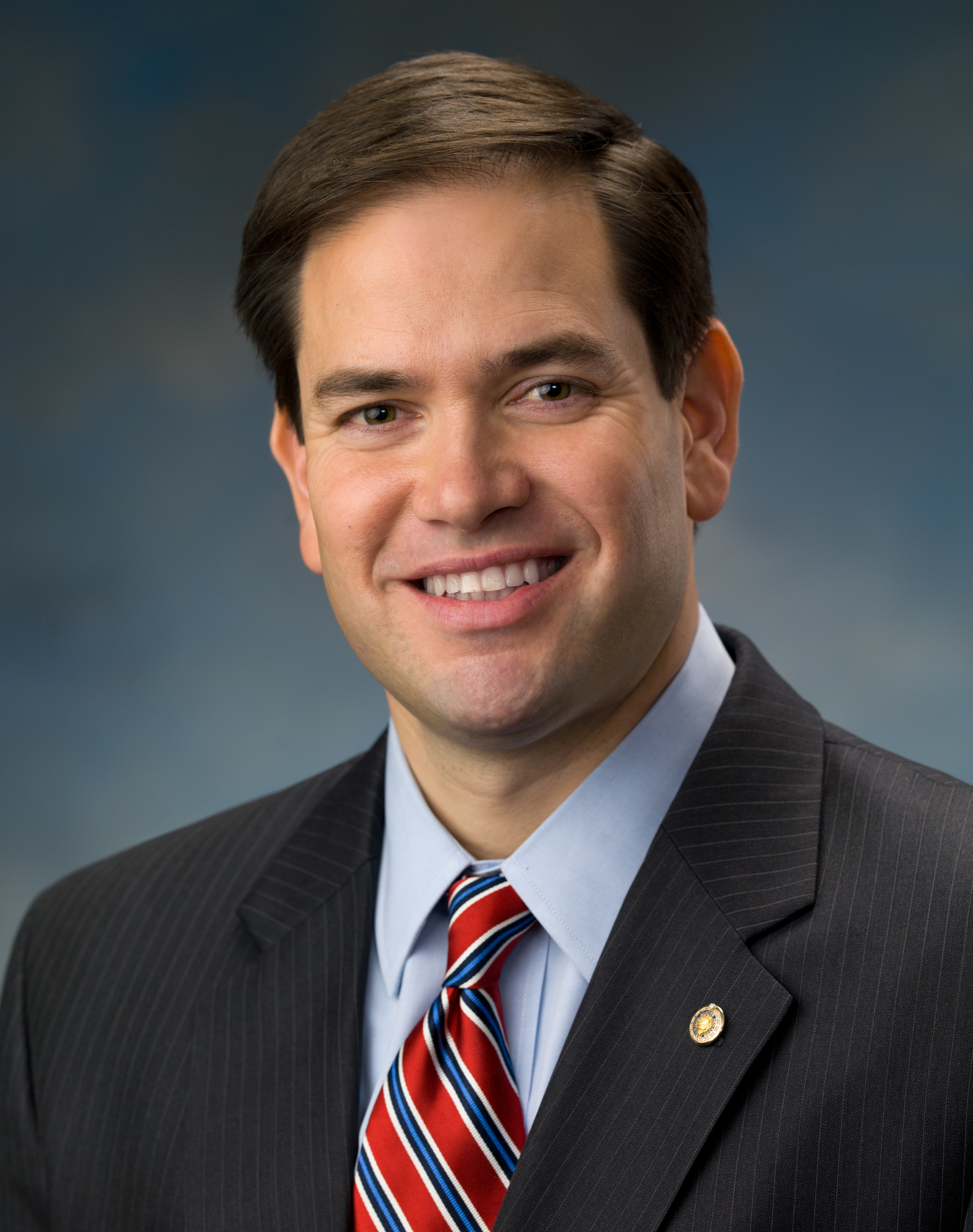
Официальный портрет сенатора Марко Рубио во время 112-го Конгресса

В мае 2009 года Марко Рубио заявил о намерении баллотироваться в Сенат США, после ухода сенатора от Флорида Мела Мартинеса, который решил не переизбираться в 2010 году и ушёл в сентябре 2009 года в отставку до завершения своих полномочий. Изначально отставая от губернатора Чарли Криста на республиканских праймериз, Рубио сумел получить поддержку «движения чаепития» и вырваться вперед. В апреле 2010 года Крист снялся с праймериз и решил баллотироваться как независимый кандидат, фактически уступив Рубио. 2 ноября 2010 года Рубио победил на промежуточных выборах в Сенат, набрав 49 % голосов против 30 % у Чарли Криста и 20 % у демократа Кендрика Мика.
В первые четыре года работы Рубио в Сенате республиканцы были в меньшинстве. После промежуточных выборов 2014 года они получили контроль над Сенатом, что дало Рубио и республиканцам значительное федеральное влияние во время остатка президентства демократа Барака Обамы и всего срока республиканца Дональда Трампа. После выборов 2020 года демократы восстановили большинство, вернув республиканцев в меньшинство.

#### 112-й Конгресс (2011—2013)
3 января 2011 года Марко Рубио был приведён к присяге сенатора США. Вскоре после вступления в должность Рубио заявил, что не заинтересован в баллотировании на пост президента или вице-президента на президентских выборах 2012 года. В марте 2012 года, поддержав республиканца Митта Ромни на пост президента, Рубио заявил, что не стремится к должности вице-президента, хотя предвыборный штаб Ромни и рассматривал его кандидатуру.
В течение первого года работы в Сенате Рубио проявил себя как влиятельный сторонник сохранения эмбарго США против Кубы. Он убедил Госдепартамент отозвать кандидатуру Джонатана Д. Фаррара на пост посла, считая его недостаточно жестким по отношению к режиму Фиделя Кастро. В марте 2011 года Рубио поддержал военную интервенцию США в Ливии для свержения Муаммара Каддафи. Он призвал Сенат рассмотреть резолюцию, санкционирующую участие США в военных действиях. Несмотря на позицию администрации президента Обамы, считавшей, что разрешение Конгресса не требуется, Рубио вместе с сенатором Джо Либерманом выступил с призывом к принятию такой резолюции. После свержения Каддафи Рубио предупредил об угрозе распространения ополченцев и оружия, призывая США к более активному участию в обеспечении безопасности в регионе.

#### 113-й Конгресс (2013—2015)
В 2013 году Рубио вошел в двухпартийную «Банду восьми» сенаторов, разработавших масштабный законопроект об иммиграционной реформе. Рубио предложил план, предусматривающий возможность получения гражданства нелегальными иммигрантами, при условии уплаты штрафов, налоговых задолженностей, прохождения проверки биографии и испытательного срока. Этот процесс должен был начаться только после усиления пограничной безопасности. Законопроект был одобрен Сенатом (68 голосов против 32) при поддержке Рубио, но затем Рубио заявил, что не будет настаивать на его рассмотрении в Палате представителей, считая приоритетными другие вопросы, такие как отмена Obamacare. В результате законопроект так и не был рассмотрен Палатой представителей. Рубио заявил, что по-прежнему поддерживает реформу, но предпочитает другой подход — не единый всеобъемлющий законопроект, а поэтапные изменения.
В апреле 2013 года Рубио проголосовал против расширения проверки биографических данных при покупке оружия, заявив, что усиление регулирования не поможет в поимке преступников. Он также проголосовал против публикации доклада Сенатского комитета по разведке о пытках ЦРУ. В 2016 году Рубио заявил, что США должны использовать все доступные методы для получения информации от захваченных террористов и не должны раскрывать врагу детали методов допроса.

#### 114-й Конгресс (2015—2017)

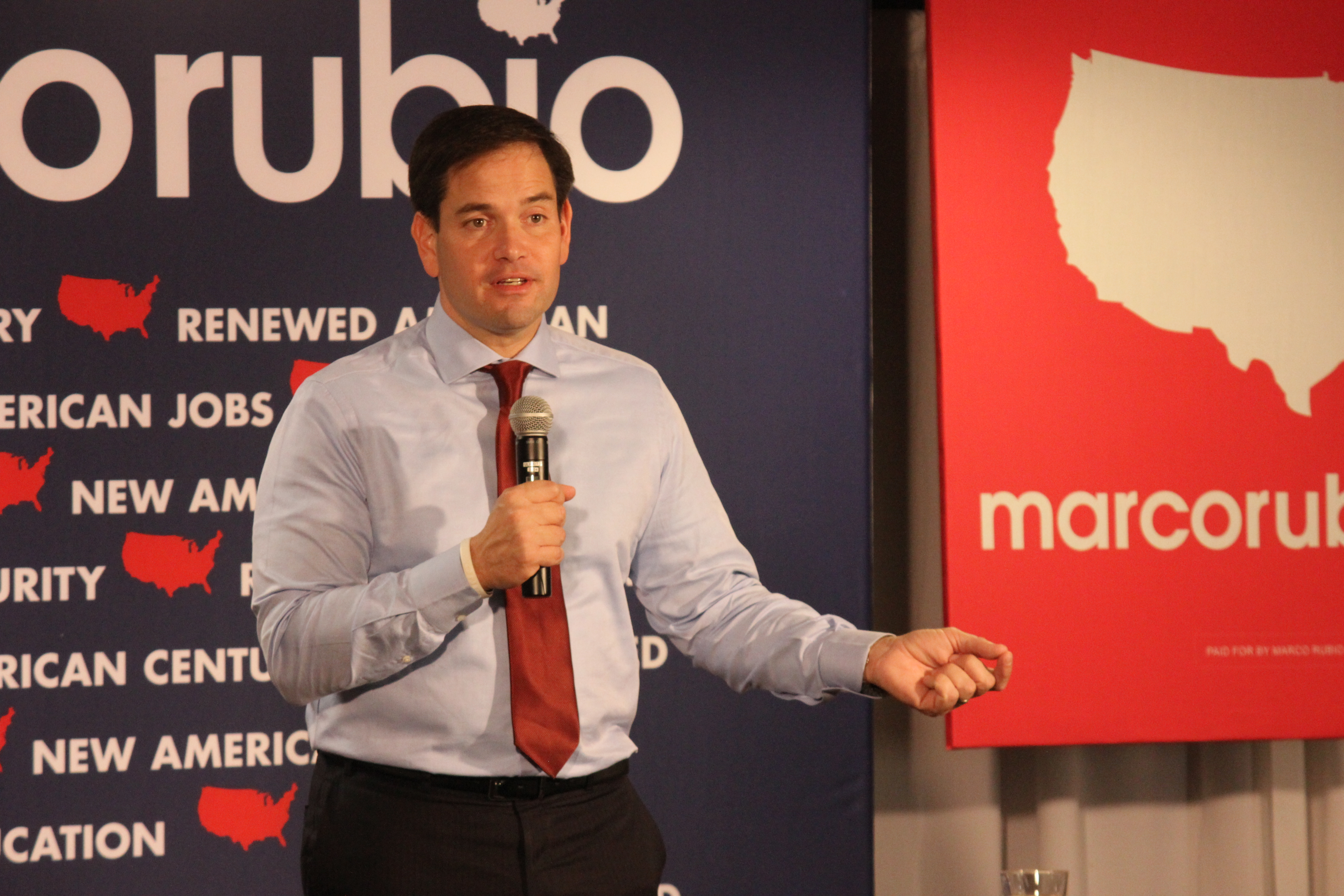
Рубио в ноябре 2015 года

После того, как республиканцы получили контроль над Сенатом США в ноябре 2014 года, Рубио выступил за отмену «коридоров риска» в рамках Закона о доступном медицинском обслуживании (PPACA), механизма, предназначенного для компенсации убытков страховым компаниям. Поскольку прибыльные страховщики не смогли покрыть убытки, Рубио добился включения в федеральный бюджет 2014 года положения, запрещающего использовать другие источники для финансирования «коридоров риска».
В марте 2015 года Рубио и сенатор Майк Ли предложили налоговый план, включавший в себя снижение налога на прибыль предприятий до 25 %, отмену налогов на инвестиции и наследство, введение налогового вычета на ребенка до 2500 долларов, установление максимальной ставки индивидуального подоходного налога на уровне 35 % и реформирование системы социального обеспечения путем замены существующих пособий «консолидированной системой пособий».
За время работы в Сенате Рубио активно участвовал в разработке законопроектов по широкому кругу вопросов, включая гуманитарную помощь Гаити и поддержке для Украины. Он также часто критиковал политику национальной безопасности администрации Обамы.
В мае 2016 года Рубио поддержал запрос Обамы на выделение 2 миллиардов долларов на борьбу с вирусом Зика, несмотря на несогласие республиканцев, подчеркнув, что Флорида особенно сильно пострадала от эпидемии (20 % случаев в США) и что это необходимо для поддержки учёных и врачей. В августе того же года Рубио заявил о своей позиции против прерывания беременности из-за заражения вирусом Зика.
В декабре 2016 года, после того как избранный президент Трамп выдвинул кандидатуру Рекса Тиллерсона на пост государственного секретаря в своей администрации, Рубио выразил обеспокоенность по поводу этого выбора. 11 января 2017 года на слушаниях Рубио задавал Тиллерсону вопросы по его утверждению, но пообещал поступить «правильно». 23 января Рубио заявил, что проголосует за утверждение Тиллерсона, заявив, что задержка с назначением будет противоречить национальным интересам.

#### 115-й Конгресс (2017—2019)

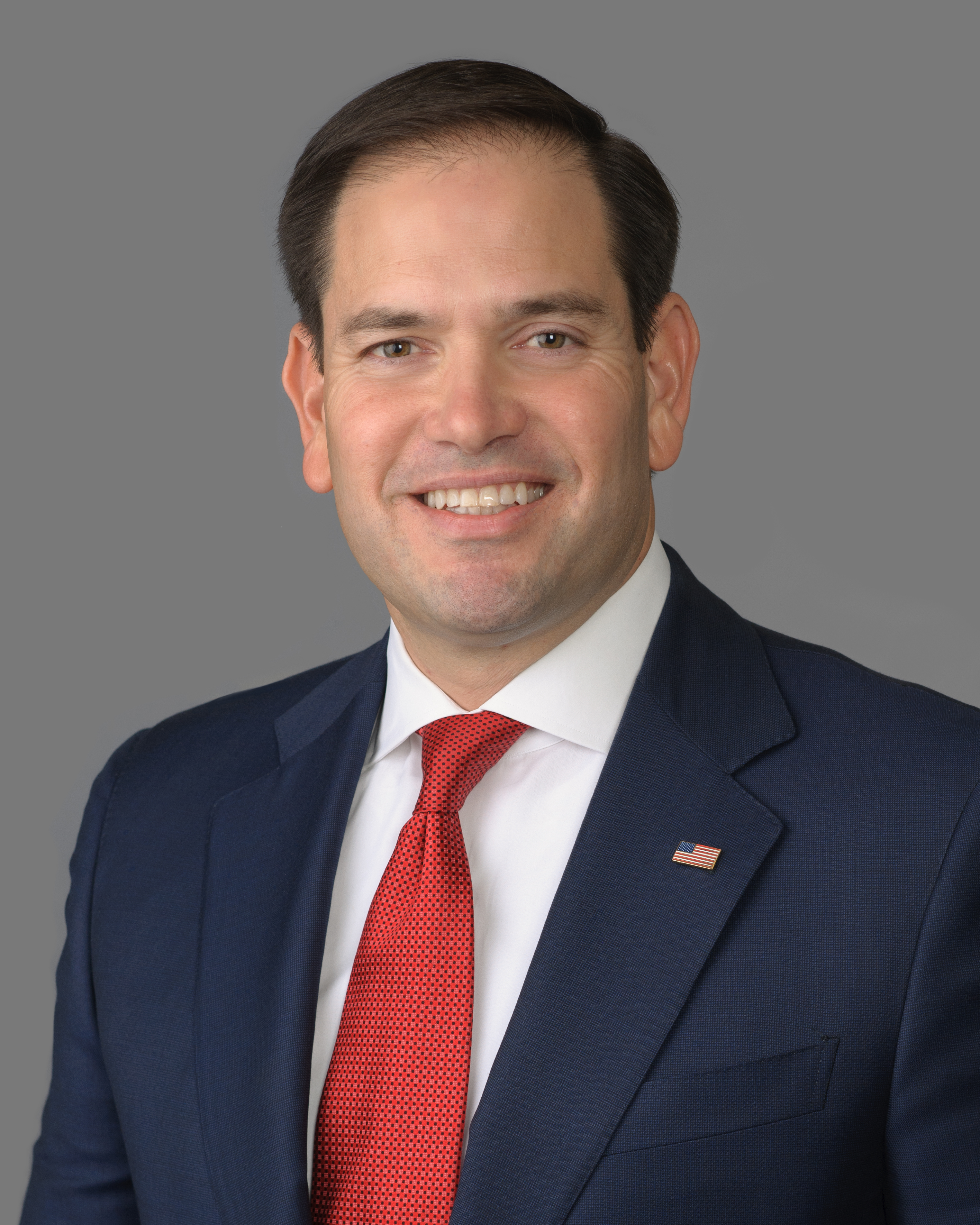
Официальный портрет сенатора Марко Рубио во время 115-го Конгресса

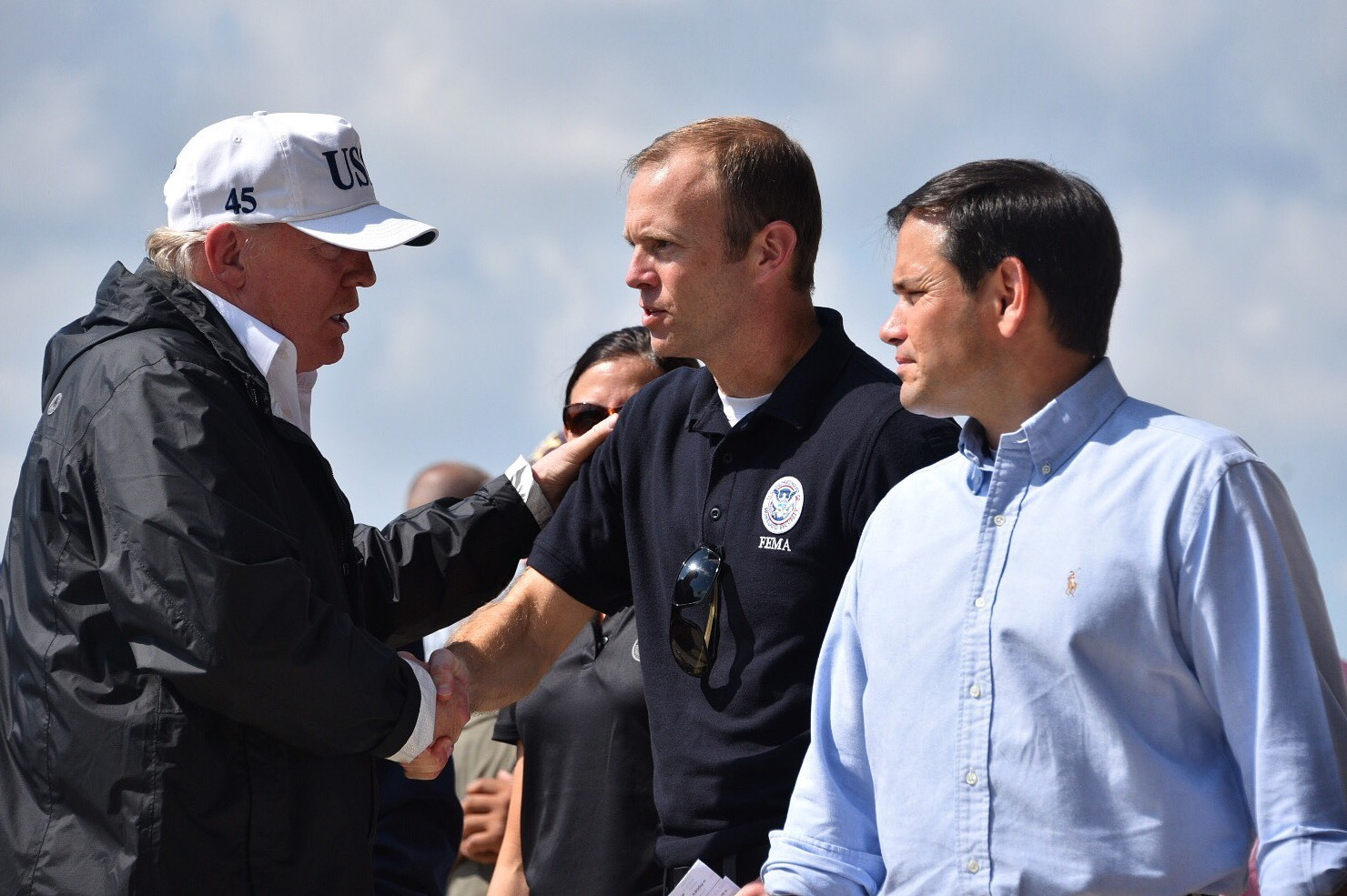
Президент Дональд Трамп (слева) с администратором FEMA Броком Лонгом (посередине) и Марко Рубио в сентябре 2017 года

5 апреля 2017 года Рубио заявил, что президент Сирии Башар Асад чувствует свою безнаказанность из-за отсутствия у США приоритета в его отстранении от власти. На следующий день Рубио поддержал приказ Трампа о нанесении удара по сирийским войскам, заявив, что это сигнал Асаду и его союзникам о том, что совершение военных преступлений не останется безнаказанным.
В сентябре 2017 года Рубио поддержал решение Трампа об отмене программы DACA (Deferred Action for Childhood Arrivals), назвав эту программу, предоставлявшую временное право на пребывание в США некоторым нелегальным иммигрантам, прибывшим в страну в детском возрасте, «неконституционной».

#### 116-й Конгресс (2019—2021)
В 2019 году Рубио поддержал решение Трампа провести 46-й саммит G7 на курорте Trump National Doral Miami, принадлежащем Трампу. Рубио назвал это решение «отличным», заявив, что оно принесет пользу местному бизнесу.
В 2020 году Рубио поддержал кандидатуру Джуди Шелтон в Совет управляющих Федеральной резервной системы. Шелтон вызывала критику со стороны как демократов, так и республиканцев из-за её поддержки золотого стандарта и других нетрадиционных взглядов на денежно-кредитную политику.
13 июля 2020 года Китай ввел санкции против Рубио и ещё трех американских политиков, обвинив их во «вмешательстве во внутренние дела Китая» в связи с их высказываниями по ситуации с правами человека в Синьцзяне. В ответ Рубио написал в Твиттере саркастическое замечание о своей непопулярности в Китае. 10 августа 2020 года Китай ввел дополнительные санкции против Рубио и ещё 10 американцев за «плохое поведение в вопросах, связанных с Гонконгом».
После победы Джо Байдена на президентских выборах 2020 года и последовавших заявлений Трампа о фальсификациях, Рубио первоначально защищал право Трампа на оспаривание результатов и выдвижение обвинений, утверждая, что любые нарушения должны быть рассмотрены в суде, прежде чем их можно будет назвать ложными. Однако впоследствии Рубио изменил свою риторику, выразив обеспокоенность по поводу «потенциальных нарушений» и необходимости их исправления, признав Байдена избранным президентом 23 ноября 2020 года.

#### 117-й Конгресс (2021—2023)
Рубио охарактеризовал нападение на Капитолий сторонниками Дональда Трампа как «непатриотичную и антиамериканскую анархию в стиле третьего мира». В феврале 2021 года Рубио проголосовал за оправдание Трампа за его роль в подстрекательстве толпы к штурму Капитолия. 28 мая 2021 года Рубио проголосовал против «комитета 6 января», расследовавшего нападение на Капитолий.
В январе 2021 года Рубио поддержал Закон о предотвращении принудительного труда уйгуров. В мае 2021 года он призвал Уолл-стрит прекратить поддержку Китая, опубликовав статью в The American Prospect и на своем веб-сайте. Рубио написал, что американцы всех политических взглядов должны объединиться перед угрозой, которую представляет Коммунистическая партия Китая (КПК), и призвал демократов не допускать, чтобы их отвлекали социальные вопросы, игнорируя масштабы геоэкономической угрозы со стороны Китая.
В 2022 году Рубио осудил российское вторжение в Украину и стал соавтором законопроекта, направленного на борьбу с поддерживаемыми Россией движениями, чей конфликт с украинским правительством был использован Владимиром Путиным в качестве предлога для вторжения.

## Президентская кампания 2016 года

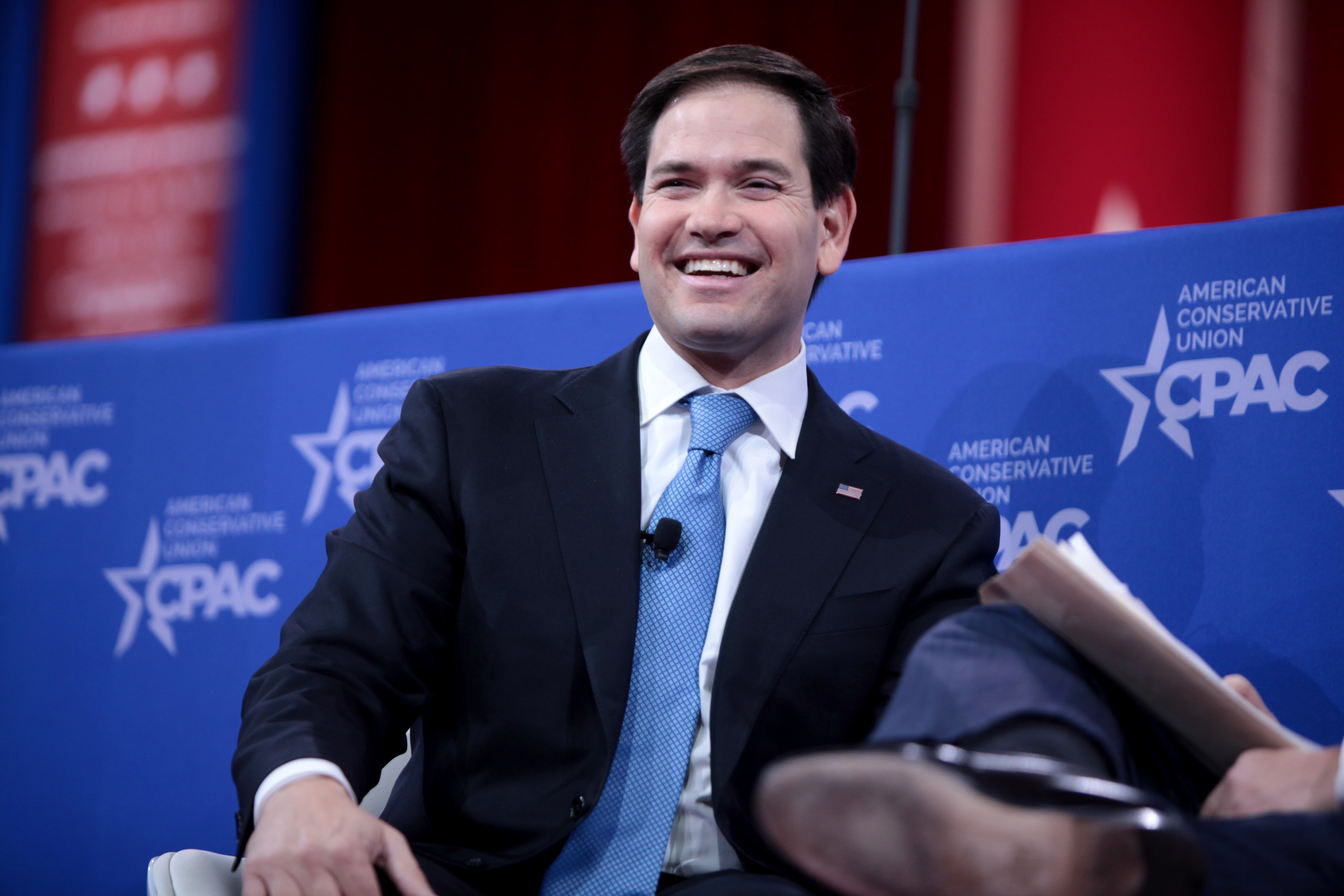
Рубио выступает на Конференции консервативных политических действий в Нэшнл-Харбор, штат Мэриленд

В апреле 2014 года Рубио заявил, что не будет одновременно баллотироваться в Сенат и на пост президента в 2016 году из-за ограничений законодательства Флориды, но не исключил возможности участия в выборах на любую из этих должностей. Позже он добавил, что не будет добиваться переизбрания в Сенат, даже если проиграет президентскую гонку. Уход его руководителя аппарата, Сесара Конды, для работы в PAC Reclaim America, также был расценен как признак подготовки Рубио к президентской кампании 2016 года. Группы поддержки Рубио в начале 2014 года активно собирали средства и тратили их на консультации и анализ данных, что также свидетельствовало о подготовке к президентской кампании.
В январе 2015 года стало известно, что Рубио активно готовится к возможному участию в выборах 2016 года. Он начал связываться с ключевыми спонсорами и нанимать советников, включая опытных политтехнологов Джорджа Си (ранее работавшего в кампаниях Рика Перри и Митта Ромни) и Джима Рубрайта (ранее работавшего с Джебом Бушем, Миттом Ромни и Джоном Маккейном). Кроме того, Рубио поручил своим помощникам «готовиться к президентской кампании» перед встречей по сбору средств для команды Марко 2016 в Саут-Бич.
13 апреля 2015 года Рубио официально объявил о своем участии в президентской гонке 2016 года. Он рассматривался как перспективный кандидат от Республиканской партии, способный привлечь широкий круг избирателей, во многом благодаря своей молодости и хорошим ораторским способностям. Рубио позиционировал себя как защитник «американской мечты» для семей среднего и рабочего класса, апеллируя к своему происхождению из кубинско-американской рабочей семьи.

### Республиканские праймериз

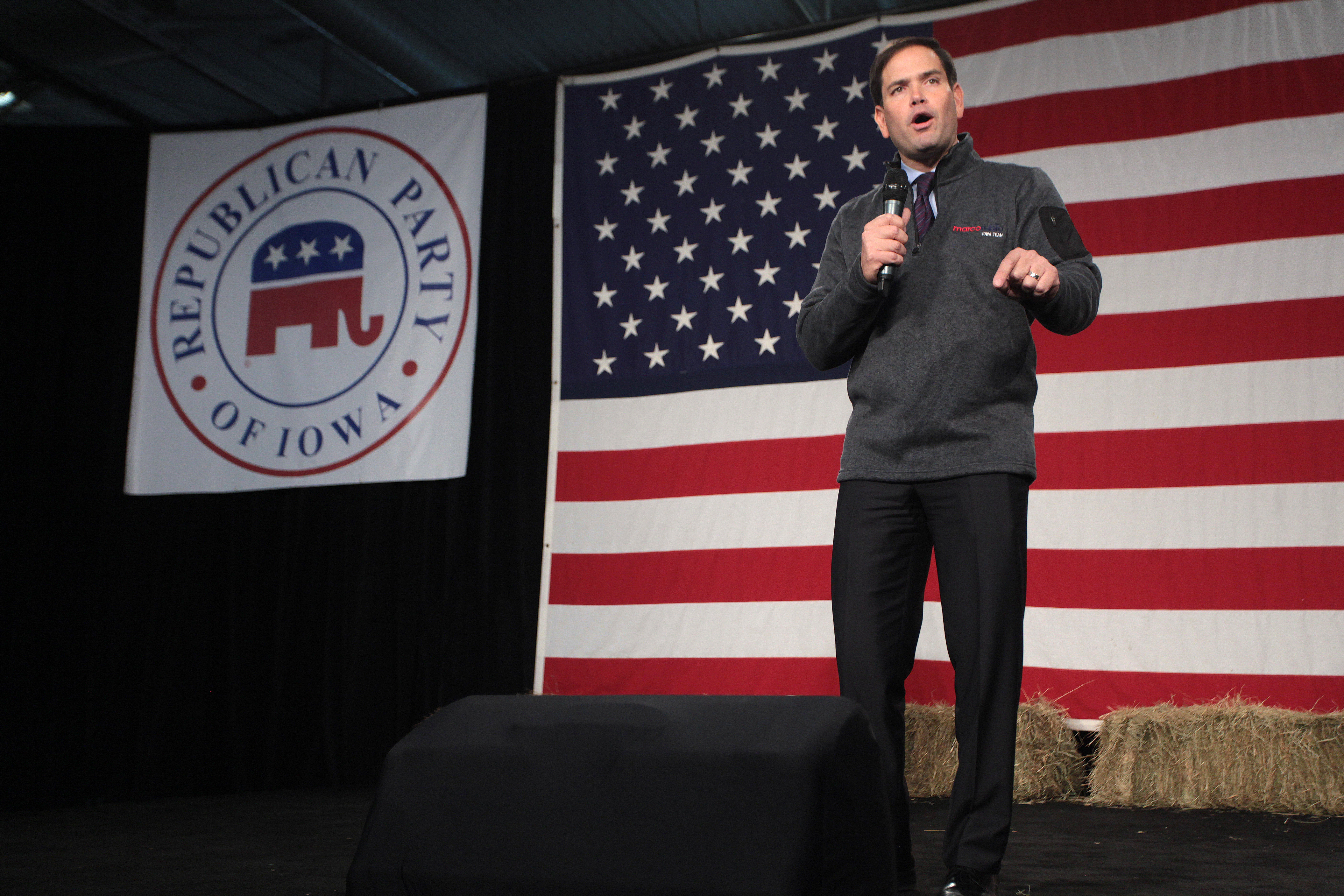
Рубио на предвыборном мероприятии в Айове, октябрь 2015 года

Кампания Рубио на президентских выборах отличалась переменным успехом. На партийных собраниях в Айове 1 февраля 2016 года он занял третье место, уступив Теду Крузу и Дональду Трампу. Во время дебатов 6 февраля в Нью-Гэмпшире Крис Кристи раскритиковал Рубио за повторяющиеся речи, назвав их «записанными». После неутешительного пятого места на праймериз в Нью-Гэмпшире 9 февраля Рубио признал свою вину за неудачное выступление на дебатах. 20 февраля в Южной Каролине Рубио занял второе место, но не получил ни одного делегата, поскольку Трамп выиграл все округа, и, соответственно, всех делегатов. После выхода Джеба Буша из гонки в тот же день, кампания Рубио получила приток пожертвований и поддержки. Однако 23 февраля Рубио снова проиграл Трампу на партийных собраниях в Неваде, заняв второе место. Трамп продолжал критиковать Рубио за «роботизированные» выступления, повторяющие одни и те же тезисы.
25 февраля Рубио, ранее избегавший прямой критики Дональда Трампа, перешёл к активным нападкам на лидера гонки на республиканских дебатах. CNN назвал это «стилистическим разворотом», поскольку такой подход противоречил как предыдущей стратегии Рубио, так и его фирменному «оптимистичному» посланию. На следующий день Рубио продолжил нападки, даже высмеивая внешность Трампа. Однако изменение стратегии не принесло значительного успеха. В «супервторник» 1 марта, когда проходили выборы в 11 штатах, Рубио одержал победу только в Миннесоте. Впоследствии он выиграл праймериз в Пуэрто-Рико и округе Колумбия, но проиграл ещё восемь штатов, и вскоре признал, что «не совсем гордится» своими личными выпадами против Трампа.
15 марта 2016 года Рубио приостановил свою президентскую кампанию после поражения в своем родном штате Флорида, где он занял второе место с 27,0 % голосов, уступив Дональду Трампу, получившему 45,7 % и всех делегатов штата. Несколькими часами ранее Рубио заявлял, что продолжит кампанию «независимо» от результатов голосования во Флориде. К этому моменту, после шести состязаний, Рубио имел всего 169 делегатов, значительно отставая от Теда Круза (411) и Дональда Трампа (673). 17 марта Рубио исключил возможность баллотироваться на пост вице-президента, губернатора Флориды или переизбрания в Сенат, заявив, что к январю 2017 года станет «частным гражданином», что вызвало предположения о завершении его политической карьеры.

## Государственный секретарь США (с 2025)

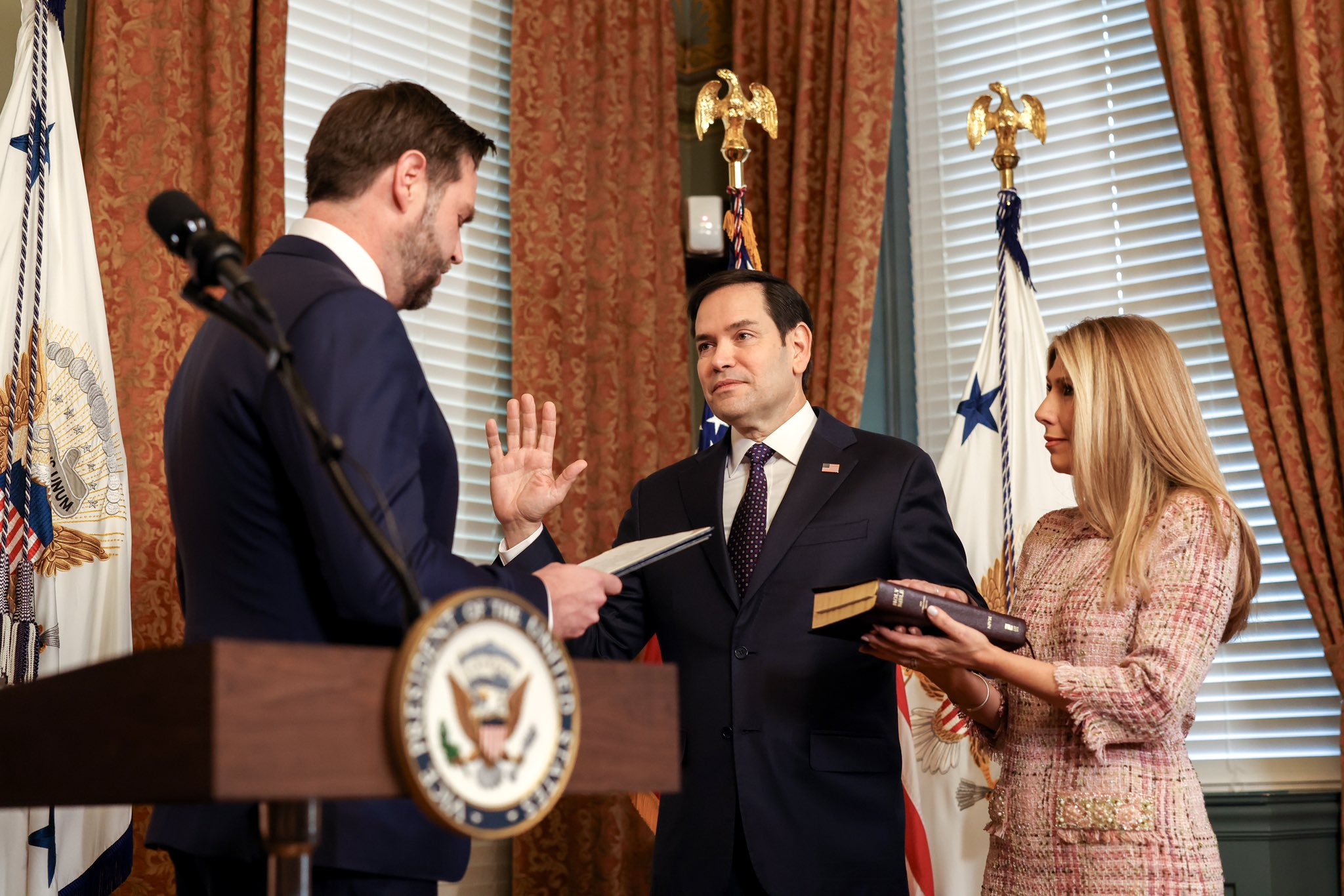
Вице-президент США Джей Ди Вэнс приводит к присяге государственного секретаря Марко Рубио

13 ноября 2024 года избранный президент США Дональд Трамп выдвинул кандидатуру Марко Рубио на пост Государственного секретаря США в своей новой администрации. В отличие от других назначений Трампа во второй кабинет, кандидатура Рубио не вызвала особых споров: его хвалили как республиканцы, так и демократы. 15 января 2025 года Рубио предстал перед Комитетом Сената США по международным отношениям. В ходе слушаний Рубио заявил, что в период второго президентства Трампа наивысшим приоритетом его администрации станут Соединённые Штаты, призванные вновь создать свободный мир из хаоса. Китай он назвал «угрозой, которая определит это столетие».
20 января 2025 года, через несколько часов после инаугурации Дональда Трампа, Сенат первым среди всех министров утвердил назначение Рубио 99-ю голосами, в связи с чем он стал первым госсекретарём США латиноамериканского происхождения.
21 января 2025 года был приведён к присяге, став 72-м госсекретарём США.

## Инициативы
- 27 февраля 2017 года внёс в Конгресс США законопроект о переименовании улицы в Вашингтоне, на которой расположено российское посольство, с «Висконсин авеню» в «Борис Немцов плаза»[128];
- В июле 2022 года вместе с сенаторами Скоттом и Крамером внёс в Конгресс США законопроект о наложении санкций против страхователей танкеров, перевозящих топливо из России в Китай[129].

## Личная жизнь
Рубио — практикующий католик, является прихожанином Церкви Маленького Цветка в Корал-Гейблс (Флорида). Ранее посещал южную баптистскую Церковь Христа в Уэст-Кендалле (Флорида).
В 1998 году Рубио женился на Джанет Дусдебес, с которой познакомился во время учёбы в школе Майами (Джанет была чирлидером Майами Долфинс). У супругов четверо детей (две девочки и два мальчика).

## Электоральная история
| Партия        | Партия          | Кандидат         | Голоса    | %       |
| ------------- | --------------- | ---------------- | --------- | ------- |
|               | Республиканская | Марко Рубио      | 1 059 513 | 84,6 %  |
|               | Республиканская | Уильям Когут     | 111 584   | 8,9 %   |
|               | Республиканская | Уильям Эскоффери | 81 873    | 6,5 %   |
| Всего голосов | Всего голосов   | Всего голосов    | 1 252 970 | 100,0 % |

| Партия        | Партия          | Кандидат               | Голоса    | %        |
| ------------- | --------------- | ---------------------- | --------- | -------- |
|               | Республиканская | Марко Рубио            | 2 645 743 | 48,89 %  |
|               | Независимый     | Чарли Крист            | 1 607 549 | 29,71 %  |
|               | Демократическая | Кендрик Мик            | 1 092 936 | 20,20 %  |
|               | Либертарианская | Александр Сниткер      | 24 850    | 0,46 %   |
|               | Независимый     | Сью Аскеланд           | 15 340    | 0,28 %   |
|               | Независимый     | Рик Тайлер             | 7394      | 0,14 %   |
|               | Конституционная | Берни ДеКастро         | 4792      | 0,09 %   |
|               | Независимый     | Льюис Джером Армстронг | 4443      | 0,08 %   |
|               | Независимый     | Бобби Бин              | 4301      | 0,08 %   |
|               | Независимый     | Брюс Риггс             | 3647      | 0,07 %   |
|               | Вписанный       | Вписанный              | 108       | 0,00 %   |
| Всего голосов | Всего голосов   | Всего голосов          | 5 411 106 | 100,00 % |

| Партия | Партия          | Кандидат      | Голоса     | %       | Кол-во делегатов | %       |
| ------ | --------------- | ------------- | ---------- | ------- | ---------------- | ------- |
|        | Республиканская | Дональд Трамп | 14 015 993 | 44,95 % | 1441             | 58,3 %  |
|        | Республиканская | Тед Круз      | 7 822 100  | 25,08 % | 551              | 22,3 %  |
|        | Республиканская | Джон Кейсик   | 4 290 448  | 13,76 % | 173              | 7,0 %   |
|        | Республиканская | Марко Рубио   | 3 515 576  | 11,27 % | 161              | 6,5 %   |
|        | Республиканская | Бен Карсон    | 857 039    | 2,75 %  | 9                | 0,4 %   |
|        | Республиканская | Джеб Буш      | 286 694    | 0,92 %  | 4                | 0,2 %   |
|        | Республиканская | Рэнд Пол      | 66 788     | 0,21 %  | 1                | <0,01 % |
|        | Республиканская | Майк Хакаби   | 51 450     | 0,16 %  | 1                | <0,01 % |
|        | Республиканская | Карли Фиорина | 40 666     | 0,13 %  | 1                | <0,01 % |
|        | Республиканская | Крис Кристи   | 57 637     | 0,18 %  |                  |         |
|        | Республиканская | Джим Гилмор   | 18 369     | 0,06 %  |                  |         |
|        | Республиканская | Рик Санторум  | 16 627     | 0,05 %  |                  |         |

| Партия        | Партия          | Кандидат                  | Голоса    | %        |
| ------------- | --------------- | ------------------------- | --------- | -------- |
|               | Республиканская | Марко Рубио (действующий) | 1 029 830 | 71,99 %  |
|               | Республиканская | Карлос Беруфф             | 264 427   | 18,49 %  |
|               | Республиканская | Дуайт Янг                 | 91 082    | 6,37 %   |
|               | Республиканская | Эрни Ривера               | 45 153    | 3,16 %   |
| Всего голосов | Всего голосов   | Всего голосов             | 1 430 492 | 100,00 % |

| Партия        | Партия          | Кандидат                  | Голоса    | %        |
| ------------- | --------------- | ------------------------- | --------- | -------- |
|               | Республиканская | Марко Рубио (действующий) | 4 835 191 | 51,98 %  |
|               | Демократическая | Патрик Мёрфи              | 4 122 088 | 44,31 %  |
|               | Либертарианская | Пол Стэнтон               | 196 956   | 2,12 %   |
|               | Независимый     | Брюс Натан                | 52 451    | 0,56 %   |
|               | Независимый     | Тони Хури                 | 45 820    | 0,49 %   |
|               | Независимый     | Стивен Махат              | 26 918    | 0,29 %   |
|               | Независимый     | Бэзил Э. Далак            | 22 236    | 0,24 %   |
|               | Вписанный       | Вписанный                 | 160       | 0,00 %   |
| Всего голосов | Всего голосов   | Всего голосов             | 9 301 820 | 100,00 % |

| Партия        | Партия          | Кандидат                  | Голоса    | %        |
| ------------- | --------------- | ------------------------- | --------- | -------- |
|               | Республиканская | Марко Рубио (действующий) | 4 474 847 | 57,68 %  |
|               | Демократическая | Вэл Демингс               | 3 201 522 | 41,27 %  |
|               | Либертарианская | Деннис Мисигой            | 32 177    | 0,41 %   |
|               | Независимый     | Стивен Б. Грант           | 31 816    | 0,41 %   |
|               | Независимый     | Туан Т. К. Нгуен          | 17 385    | 0,22 %   |
|               | Вписанный       | Вписанный                 | 267       | 0,00 %   |
| Всего голосов | Всего голосов   | Всего голосов             | 7 758 126 | 100,00 % |